# Sillycon
Sillycon är ett spelkonvent som har arrangerats i Mora sedan mitten av 1980-talet. Arrangör är Mora Rollspelsklubb. På konventet anordnas vanligtvis rollspel, turneringar i figurspel, filmvisningar, samt TV-spelsturneringar. Man tillhandahåller även allehanda kort- och brädspel.
Vanligt är att man varje år har ett tema, utifrån vilket man sedan anordnar ett slags lajv som fortgår under hela konventet.